# Laurino
Laurino ist eine italienische Gemeinde (comune) mit 1244 Einwohnern (Stand 31. Dezember 2023) in der Provinz Salerno, Kampanien. 

## Geographie
Der charakteristische mittelalterlich geprägter Ort des Cilento liegt auf einem Hügel auf 531 m s.l.m. etwa 62 Kilometer südöstlich von Salerno im Landesinneren. Er gehört zur Comunità Montana del Calore Salernitano. Unterhalb des Hügels, verläuft der Fluss Calore Lucano, der auf dem Monte Cervati entspringt und durch den Nationalpark Cilento und Vallo di Diano fließt.

## Geschichte
Die erste historische Erwähnung des Castellum de Lauri stammt aus dem Jahr 932. Im 12. Jahrhundert lag die Bevölkerungszahl bei etwa 3500 Einwohnern, verteilt auf den Hauptort und vier weitere Nebenorte (Le Chiane Soprane (Piaggine), Le Chiane Sottane (Valle dell’Angelo), Fogna (Villa Littorio) und Zadalampe). Der Niedergang wurde durch die kriegerischen Auseinandersetzungen zwischen Guelfen und Ghibellinnen eingeleitet, während deren Laurino von den Truppen Friedrich II. zerstört wurde. Aufgrund einer starken Migration in Richtung Norden, zwecks Arbeitssuche, hat der Ort heute nur noch 1244 Einwohner (Stand 31. Dezember 2023).
Der Ortsname Laurino leitet sich mit großer Wahrscheinlichkeit  von der Laura ab, die durch die Ansiedlung zahlreicher griechischer Mönche vom Mönchsorden der Basilianer geschaffen wurde, die als Einsiedler in den zahlreichen Höhlen der Region lebten.

## Sehenswürdigkeiten
An die vergangenen Zeiten erinnern zahlreiche Bauwerke, wie die Ruine des Herzogpalastes, die Fresken und Schnitzereien der Hauptkirche Santa Maria Maggiore und die beiden mittelalterlichen Brücken über den Fluss Calore.
In früheren Zeiten war Laurino als die „Perle des Calore“ bekannt. Heute zeichnet sich der Ort insbesondere durch die natürliche und unverfälschte Vegetation und vielfältigen Initiativen, wie das im August stattfindende Jazzfestival „Jazz in Laurino“, aus.

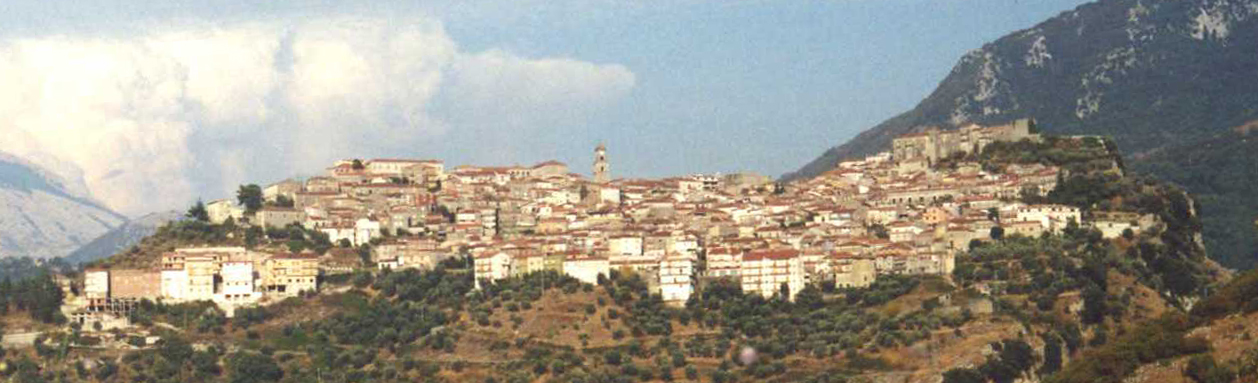
Laurino
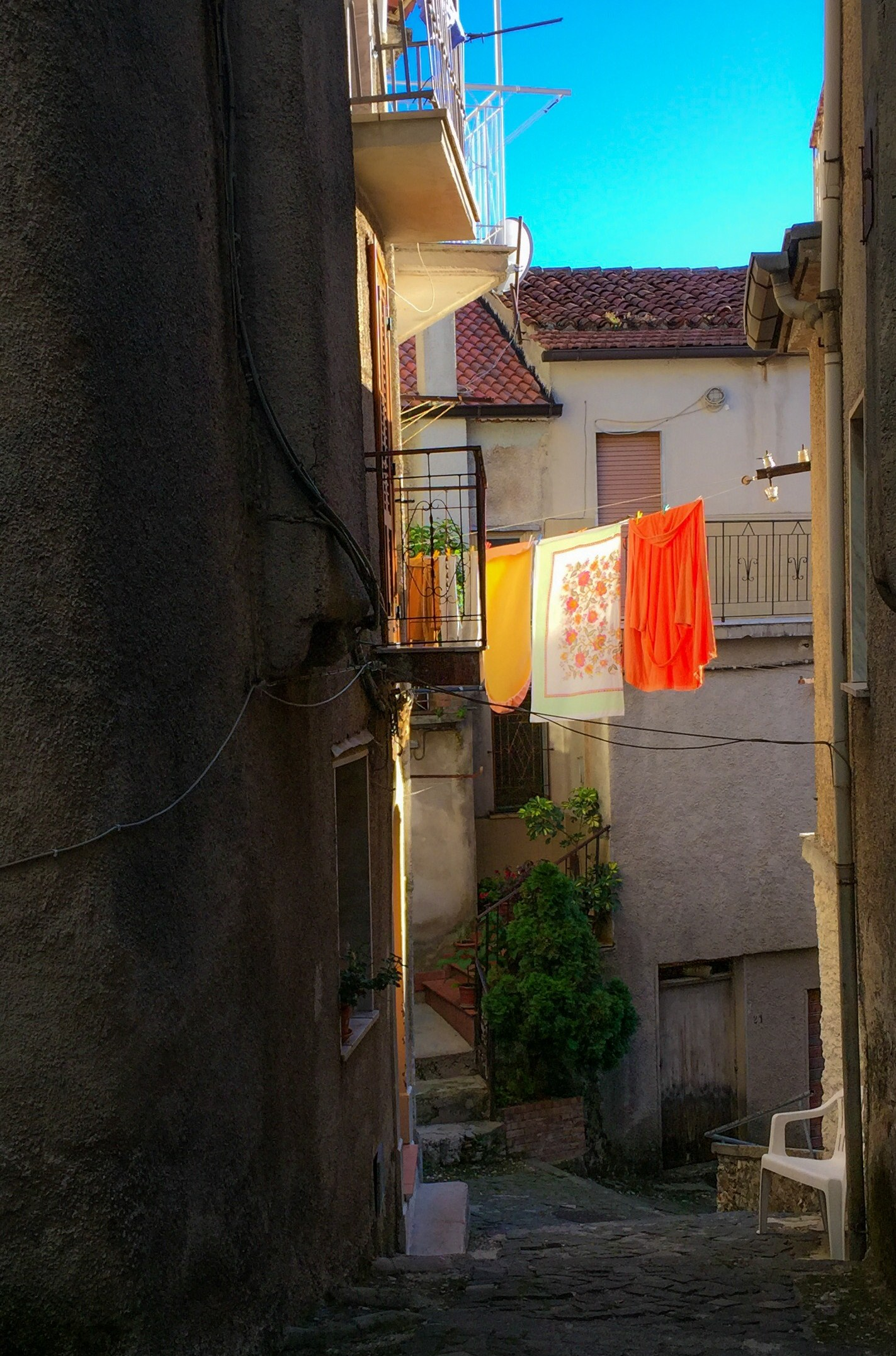
Gasse im Ortskern
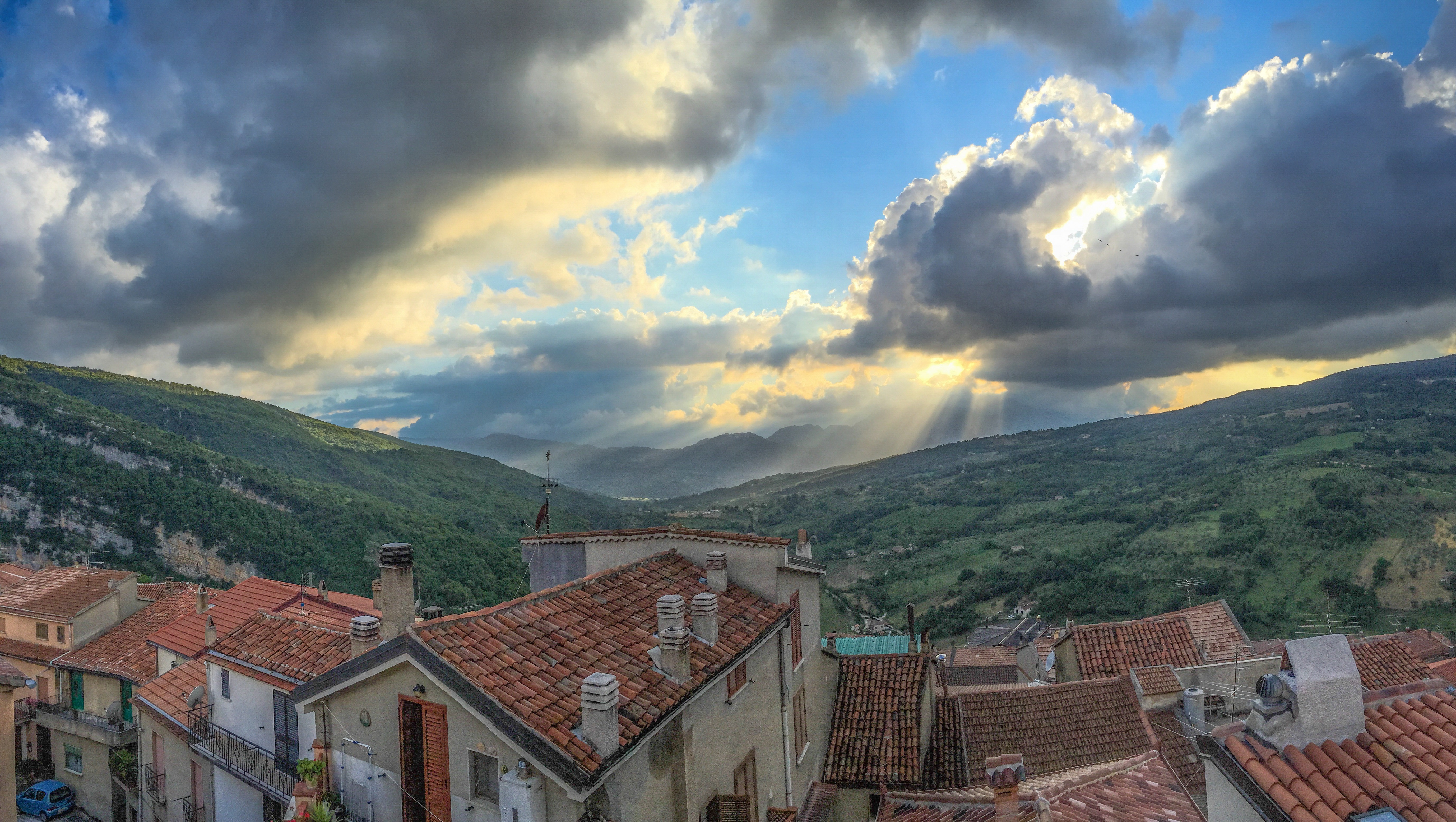
Blick von Laurino
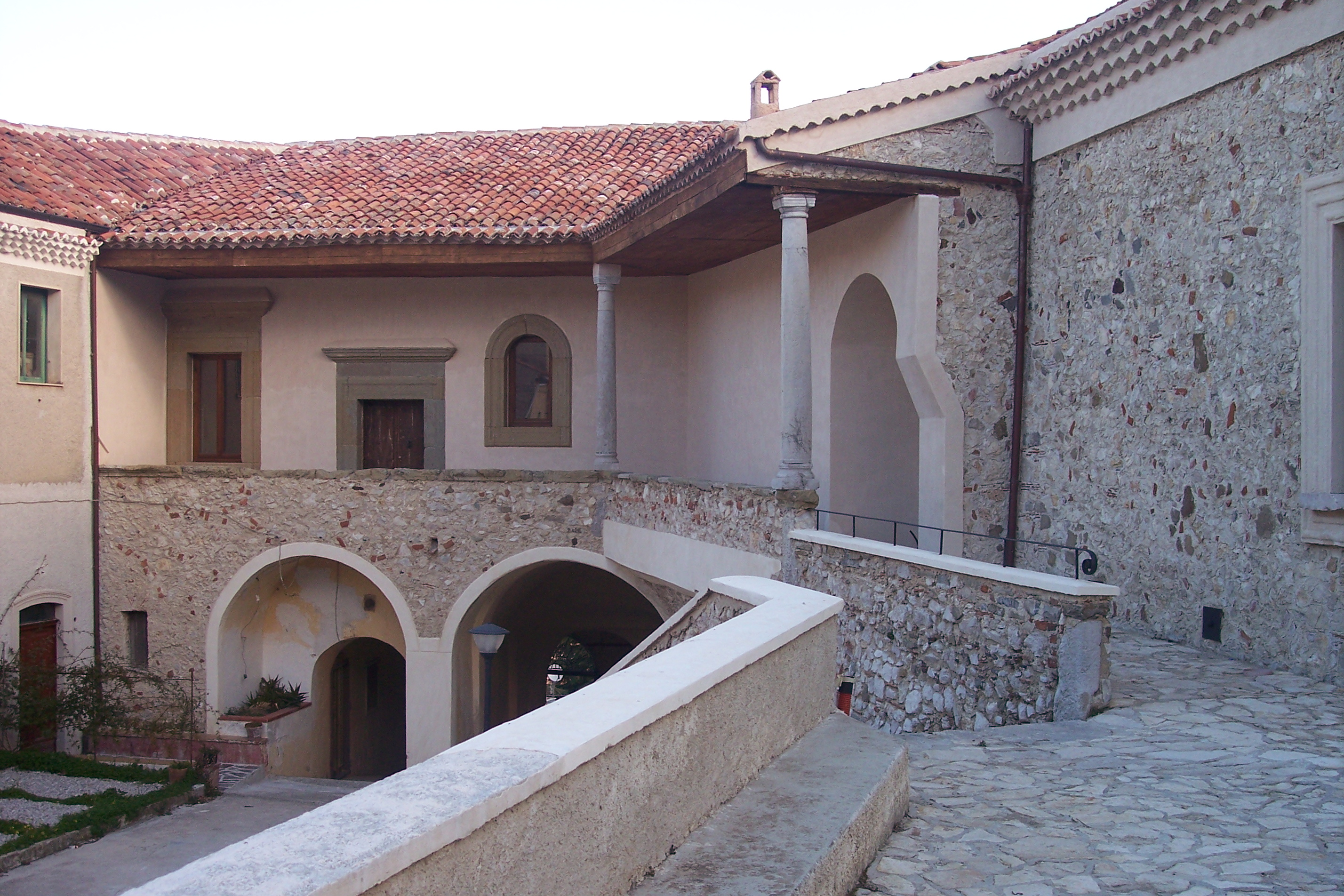
Innenhof des Palazzo Ducale

## Verwaltungsgliederung
Laurino hat zwei Fraktionen: Pruno und Villa Littorio.

## Persönlichkeiten
- Agostino Magliani (1824–1891), Finanz- und Schatzminister im Königreich Italien